# Dala Djupgas
Dala Djupgas var ett företag som från 1986 till 1992 borrade efter naturgas i Siljansringen i Dalarna. De inledande borrningarna skedde från 1986 till 1989 i ett borrhål i Gravberg utanför Orsa. Mindre mängder av främst vätgas påträffades, men utgjordes av mindre gasfickor som inte var utvinningsbara. Från cirka 4 km djup var borrningen allt svårare att genomföra och verksamheten upphörde på mellan 6 700 och 6 870 meters djup. Statliga Vattenfall var delägare i Dala Djupgas och bidrog med 50 miljoner i finansiering av de totalt 230 miljoner som verksamheten kostade 1986-1989.
Efter borrstoppet i Gravberg 1989 drog sig Vattenfall ur som ägare och nya ägare utlovade under åren 1990-1991 en omstart av verksamheten med nya borrhål. Från 1990 förekom ökande motsättningar mellan de kvarvarande ägarna och företaget uttryckte sig säkrare än tidigare om möjligheten att hitta såväl gas som olja. Nya borrningar skedde i Stenberg från 1991 till 1992 och nådde 6 618 meters djup. I Stenberg påträffades också gas, men mängderna var för små för att utvinna. Från 1986 till 1994 kostade verksamheten nära 400 miljoner kronor. Efter ytterligare ägarbyten och företagssammanslagningar kastades företaget ut från börsens O-lista 1994.
Verksamheten fick under de första åren en stor uppmärksamhet i svenska medier och från 1986 förekom spekulativ aktiehandel i företag som var delägare i Dala Djupgas. Företaget själv lyckades senare locka många svenska småsparare att investera, runt 16 000 stycken, och flera nyemissioner genomfördes under åren för att få in mer kapital, särskilt efter att Vattenfall hade lämnat företaget.

## Bakgrund

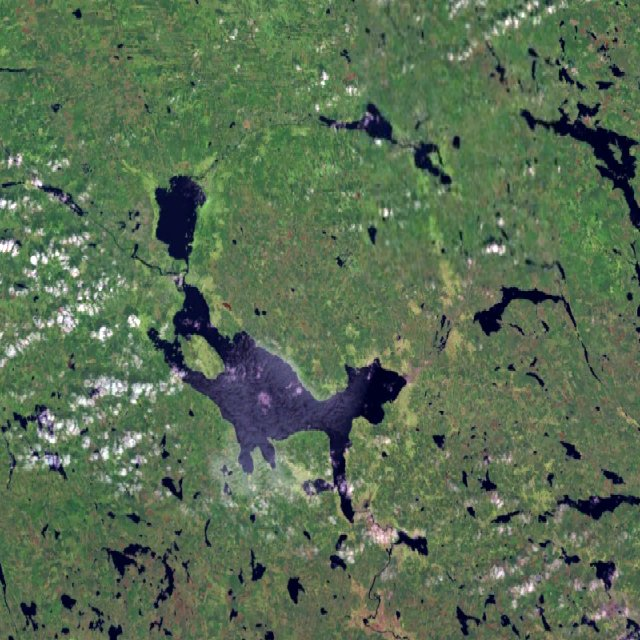
Siljansringen

Förhoppningen att det skulle gå att hitta gas i Siljansringen byggde på den amerikanske astrofysikern Thomas Golds hypoteser om gasutsläpp från jordens inre. Eftersom Siljansringen är en nedslagskrater som skapats av en meteorit skulle här finnas förutsättningar att det bildats ett "lock" som stängt inne gasen. Golds hypotes hör ihop med teorin om abiotisk petroleum, vilket var en minoritetsståndpunkt inom geologin som går ut på att petroleum inte har ett fossilt ursprung. Gold spekulerade i att mängden gas i Siljansringen kunde vara större än alla gasfält i Nordsjön sammanlagt, vilket väckte förhoppningar om en ekonomisk utveckling liknande den när Norges oljeproduktion inleddes.
Bedömningen före borrningarna inleddes var att borrningar måste genomföras till minst 5 kilometers djup, och möjligen 8–9 km, för att hitta gas.
Vattenfall bjöd in Gold till Sverige våren 1982 för att lyssna på hans djupgasteorier. Vid denna tid hade Vattenfall börjat söka efter alternativa energikällor, till följd av diskussionen kring kärnkraften och ett slutdatum för kärnkraft i Sverige som uppstått i samband med folkomröstningen om kärnkraft.
Golds teorier hade inte något stöd av etablerade svenska geologer. Vattenfalls planer på att borra djupt fick kritik av svenska geologer 1985, året innan borrningen startade, och personer verksamma vid Sveriges geologiska undersökning (SGU) kallade tidigt Dala Djupgas verksamhet för en bluff.
Golds hypoteser fortsatte att utgöra ett argument under hela projektets gång, och Dala Djupgas betecknade flera gånger djupgasteorin som bekräftad av resultaten från företagets borrningar. I november 1992 uttalade Djupgasprojektets vetenskapliga råd att det finns mycket stora mängder tunga i kolväten under Siljansringen. Rådet bestod av fyra svenska och fyra forskare från andra länder, och uppgavs vara fristående från företaget Dala Djupgas. Det var dock oklart om rådets medlemmar varit anhängare av djupgasteorin från början eller om de varit anhängare av majoritetsståndpunkten inom geologin, som går ut på att petroleum har ett fossilt ursprung.

## Borrverksamheten
Våren 1984 genomfördes inledande borrningar, ner till 200 till 900 meters djup, på flera ställen i Siljansringen. Dessa borrningar skedde till mindre djup än vad som förväntades behövas för att testa Golds hypoteser eller för att genomföra produktion. Efter detta bestämde sig Vattenfall i början av 1985 för att borra till 5 km djup, och började ordna finansiering för detta.
1985 genomförde Danmarks geologiske undersøgelse (DGU) analys av borrmaterial som tagits upp från 2 600 meters djup och som visade på gasförekomst.

### Gravberg 1986-1989

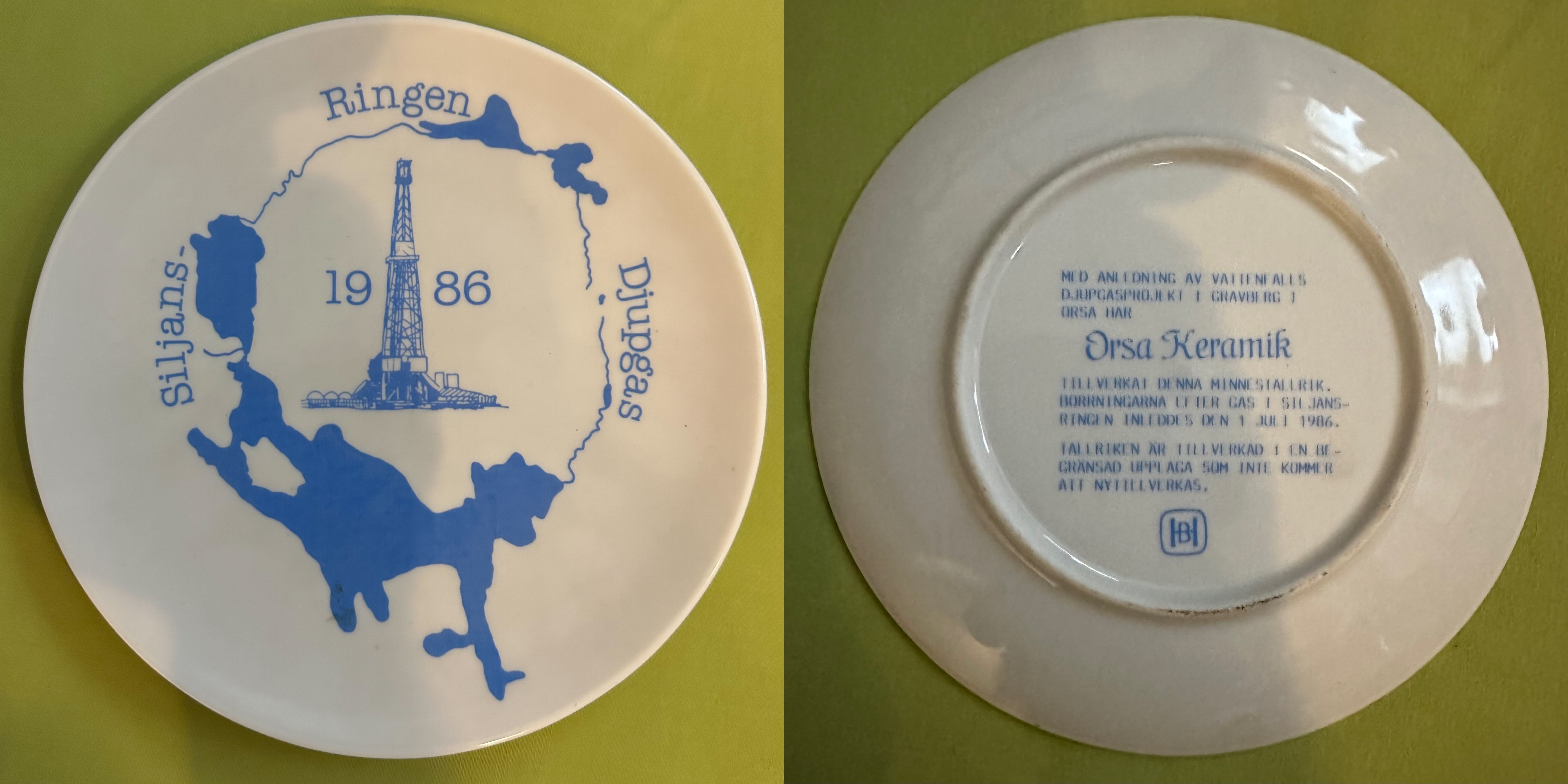
Minnestallrik från Orsa Keramik med anledning av Vattenfalls djupgasprojekt i Gravberg 1986

Själva borrverksamheten genomfördes av Vattenfall, med Tord Lindbo som projektledare. För att kunna genomföra borrningar till erforderligt djup köpte Vattenfall en begagnad borrigg från ett amerikanskt företag, och denna borrigg anlände till Sverige i januari 1986. De inledande borrningarna skedde i Gravberg nordost om Orsa, i norra delen av Siljansringen, med start i juli 1986 och hålet kallades Gravberg 1. Budgeten var 150 miljoner kronor, som tagits in via andelarna i Dala Djupgas Provborrningar KB, DDP, och som var avsedda att finansiera verksamheten till 1987. Personalen som skötte borriggen var huvudsakligen amerikaner, många av dem från Oklahoma. I början av oktober 1986 hade borrningarna nått 3,7 km djup. På större djup orsakade breda zoner med sprucket berg återkommande problem vid borrningarna, eftersom dessa zoner krävde användning av ihopskarvade foderrör för inkapsling och stabilisering av borrhålet. En första utmaning av detta slag påträffades på 3,9 km djup. I slutet av november 1986 hade borrningen nått 4,2 km djup och de dittills största mängderna av vätgas påträffades, men antogs utgöras av isolerade vätgasfickor snarare än en större sammanhängande fyndighet. I mitten av januari 1987 var djupet 5,7 km.
På större djup drabbades borrningarna av flera problem med borrutrustningen och med rörelser i berget som ledde till behov att borra om från olika djup. I mars 1987 gick borrstången av på 4,6 km djup. Vid detta tillfälle var borren nere på nästan 5,9 km djup och den nedre delen av hålet hade en lutning på 45 grader. Försöken att få upp den avbrutna borrstången misslyckades, och nedre delen av borrhålet fylldes med cement. Ett nytt hål började borras utgående från 4,6 km djup, och det beräknades ta 45 dagar för detta nya borrhål att nå samma djup som tidigare. I juni 1987 var borrdjupet drygt 6,0 km. I juli 1987 fastnade borrstången på 6,6 km djup och det blev nödvändigt att borra om 300-400 meter av borrhålet.
1 september 1987 stoppades borrningen i Gravberg på 6 337 meters djup efter att finansieringen i DDP hade tagit slut. Vid detta tillfälle var bedömningen att borrningar till 7,5 km djup skulle krävas för att verifiera om det fanns djupgas på platsen.
26 juli 1988 återupptogs borrningen i Gravberg efter att ny finansiering säkrats. Borrningarna stötte dock snart på nya problem. Vid 6,3 km djup blev det nödvändigt att fylla igen hålet och borra om från 5,7 km djup. Borrningarna fortsatte under vintern men de fortsatta borrproblemen gjorde att Dala Djupgas i början av mars 1989 uttryckte tvivel om möjligheten att nå 7 500 meters djup.
27 april 1989 beslöt styrelsen i Dala Djupgas att avbryta borrningarna som då uppgavs ha nått 6 870 meters djup. (Senare uppgifter anger dock endera 6 700 meter eller 6 770 meter som det uppnådda djupet.) Rörelser i berget gjorde det omöjligt att borra sig ner till de önskade 7 500 meter. Istället för borrning fortsatte verksamheten med hydraulisk spräckning i syfte att ta sig ner till det önskade djupet, där de hoppades påträffa "tung gas", det vill säga kolväten snarare än väte eller helium. De mängder helium som påträffades konstaterades vara för små för att motivera kommersiell utvinning.

### Diskussioner om nya borrhål 1989-1991
I slutet av 1989 och under hela 1990 fanns planer på att borra ett eller flera ytterligare hål på annan plats i Siljansringen, ifall ny privat finansiering kunde ordnas. Under 1990 förekom också uppgifter om att olja skulle kunna finnas i borrhålet, baserat på analyser av bakterier som hittats i vätska som pumpats upp ur borrhålet i Gravberg, trots att de förmodade gasformiga kolvätena inte påträffats. En svårighet vid dessa analyser var att skilja på förekomster av olja i berget och olja som tillförts borrvätskan.

### Stenberg 1991-1992
I början av 1991 utlovade Dala Djupgas borrstart i Stenberg 15 mars 1991, men detta sköts sedan upp till sommaren 1991 efter finansieringsproblem och slutligen bjöds aktieägare och medier in till borrstarten 1 augusti 1991. Borrhålet låg egentligen i Söder-Icksjö snarare än i Stenberg, men Stenberg var ett mer lätthanterligt namn och borrhålet kallades Stenberg 1. I oktober 1991, samtidigt som en nyemission pågick, uppgav sig Dala Djupgas ha hittat små mängder olja i Stenberg när borrningen nått 2,8 km djup.
Borrningen i Stenberg råkade ut för liknande problem som Gravberg. I slutet av 1991 fastnade borrstången på 4,2 km djup och omborrning i ett nytt hål behövde ske från ett mindre djup. I slutet av juni 1992 hade borrningen nått ett djup av 6 350 meter och Dala Djupgas nämnde två tänkbara naturgaszoner på cirka 5,8-6,0 km djup. I augusti 1992 avslutades borrningen på 6 618 meters djup, och det uppgavs då att gas och olja hade påträffats i fyra zoner från 5,7 km och nedåt. Gasen från drygt 6 km djup angavs i september 1992 ha en sammansättning av 12 procent metan, 3 procent etan, 1 procent propan, 9 procent väte och resten huvudsakligen kväve, men flödet av gas var oklart.
I mars 1993 genomfördes ett försök att torrlägga borrhålet i Stenberg, vilket också kallades att lyfta vattenpelaren, genom att injicera flytande kväve genom ett stålrör. Försöket misslyckades dock. Verksamheten i Stenberg låg därefter nere en tid, men i början av 1994 genomfördes ett nytt gaslyft som ledde till slutsatsen att det fanns för lite gas för att det skulle vara lönsamt att utvinna den.

### Borrningar efter att Dala Djupgas upphörde
2009 meddelade företaget Igrene AB i Mora, en del av Global Green Management, att de hittat tecken på förekomst av djupgas och ville genomföra nya borrningar. 2015 rapporterade Igrene att de hade hittat gas i Siljansringen, men stora osäkerheter fanns kring kvantitet.

## Företagskonstruktion, ägande och finansiering

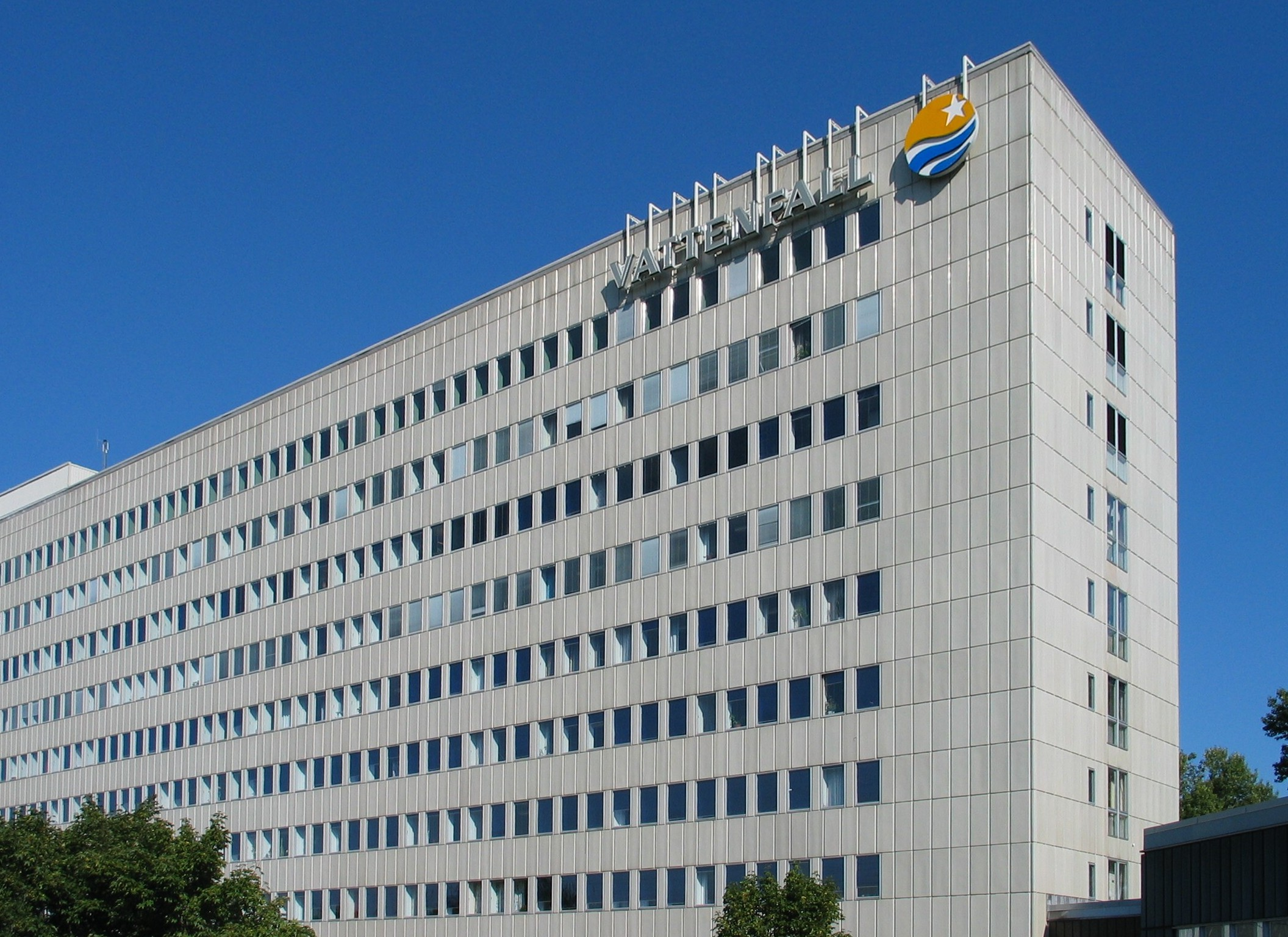
Vattenfalls tidigare huvudkontor (foto från 2006).

Det statliga affärsdrivande verket Vattenfall stod bakom initiativet att starta Dala Djupgas, men tog in en stor del av finansieringen från andra aktörer. Verksamhetens riskabla karaktär gjorde att ett särskilt regeringsbeslut krävdes för att Vattenfall skulle få bedriva verksamheten. Våren 1985 erbjöds kommuner och företag att satsa pengar i projektet. För den inledande borrnings- och prospekteringsverksamheten skapades kommanditbolaget Dala Djupgas Provborrningar KB, DDP, där Ingvar Wivstad var styrelseordförande. För den eventuella senare utvinningen av gas skapades samtidigt aktiebolaget Dala Djupgas Produktions AB. Vid inledningen av projektet skapades 115 andelar (också kallade "units") i DDP, som till erbjöds företag och kommuner för 1,3 miljoner kronor per andel. Dessa andelar såldes tillsammans med en post om sex aktier i Dala Djupgas Produktions AB, med ett nominellt värde om 200 kronor per aktie. Andelarna såldes med hembudsplikt och med en skyldighet att sälja andelar och aktier tillsammans. Ett 20-tal kommuner tecknade andelar, i de flesta fall via sina energibolag, och bland de 25 svenska företag som ägde andelar fanns Aga och Atlas Copco. Vattenfall ägde ungefär en tredjedel. Denna ägarkonstruktion var enbart avsedd för institutionella placerare, inte privatpersoner.
Företaget Anathema Siljan Gas AB, med Nils-Erik Sandberg som VD, skapades 1985 för att investera i andelar av Dala Djupgas på ett sätt som gjorde det möjligt att sälja till privatpersoner. Anathema ägde tio andelar i DDP, och företaget Orsa Djupgas ägde fyra andelar. I februari 1986 blev det rusning efter aktier i Anathema efter ett TV-inslag om djupgasprojektet uttryckt sig positivt om dess möjligheter. I oktober 1986 bytte företaget namn till Anathema Gravberg oil AB och genomförde en nyemission som tog in 14 miljoner kronor ytterligare till bolaget, samtidigt som även B-aktier infördes i syfte att kunna sälja aktier även till utländska ägare. Nyemissionen gick inte direkt till borrningsverksamheten utan syftade till att Anathema skulle kunna köpa fler andelar i DDP från andra ägare.
Hösten 1986 började Vattenfall bli oroliga över flera delägares agerande, både Anathema och flera kommuner. Vattenfalls generaldirektör Carl-Erik Nyquist varnade för orealistiska förväntningar på hur snabbt projektet skulle kunna leda till resultat, och vilken lönsamhet som alls skulle vara möjlig att uppnå i en utvinning. Vattenfall skickade även ut brev till de kommuner som ägde andelar i DDP och påpekade att hembudsplikten i avtalet innebar att de inte fick sälja andelar till allmänheten, utan enbart kunde sälja dem till övriga ägare. Flera kommuner avsåg att försöka kringgå detta genom att överlåta andelarna till ett dotterbolag till sitt energibolag, och därefter sälja en andel av detta dotterbolag till allmänheten till ett högre pris än de köpt andelarna för. Andra ägare gjorde därefter samma sak. Mot slutet av 1986 fanns alltså flera olika sätt för allmänheten att köpa indirekta andelar i Dala Djupgas genom att köpa aktier i olika icke börsnoterade aktiebolag, men ingen möjlighet att investera direkt i verksamheten.
I början av juni 1987 återstod 23 miljoner i DDP och Vattenfall avsåg att ge borrningsverksamheten en månad till, för att därefter fatta beslut om att avbryta eller ej. 30 juni 1987 fick Dala Djupgas ett positivt besked från länsskatterätten i Falun om momsregistrering, vilket innebar att projektet fick avdragsrätt för moms. Detta innebar att 10 miljoner kronor inte behövde betalas in i moms och borrningsverksamheten kunde fortsätta till augusti 1987 med befintlig finansiering. 1 september 1987 tog finansieringen i DDP slut och borrningarna upphörde, samtidigt som DDP sökte efter sätt att ta in ny privat finansiering för att kunna borra vidare till önskat djup. 10 december 1987 beslutade Regeringen att Vattenfall inte fick skjuta till några pengar till en fortsatt borrningsverksamhet inom DDP, varefter Vattenfall undersökte andra möjligheter att få fram finansiering utgående från sitt befintliga ägande i DDP. I april 1988 fick Vattenfall även nej från regeringen på att använda ett kommanditbolag för detta ändamål. Vattenfall avsåg därför att Dala Djupgas Produktions AB, där Vattenfall ägde 50 procent och där Tord Lindbo blev VD, skulle köpa upp andelarna i DDP och samtidigt genomföra en nyemission till privata finansiärer. Vid detta tillfälle fanns 1 400 andelsägare i DDP. I juni 1988 fick Vattenfall därefter klartecken från riksdagen, efter ett initiativ från den borgerliga oppositionen, för att skjuta till 20 miljoner kronor i nyemissionen i Dala Djupgas Produktions AB, samtidigt som övriga aktieägare erbjöds att teckna sig för 20 miljoner kronor under emissionstiden 22 juni-22 juli 1988. Flera kommuner avstod från att delta i nyemissionen på grund av den höga risken i projektet.
I mars 1989 tillkännagavs att Dala Djupgas Produktions AB sålt sin borrigg till en brittisk firma för cirka 10 miljoner kronor för att få in mer finansiering till driften, och genomförde samtidigt en nyemission om 20 miljoner kronor som tecknades av företaget Orsa Djupgas och Adamasgruppen, i syfte att säkra driften till juni 1989.
Handel med aktier i Dala Djupgas Produktions AB skedde fram till 1991 som OTC-handel, huvudsakligen hos Barkelius Finanskonsult. Även i ägarbolagen Anathema och Orsa Djupgas skedde motsvarande handel. Osäkra uppgifter om fynd av "tung gas" i borrhålet i juli 1989 ledde till en kraftig kursutveckling, trots att borrverksamheten avslutats några månader tidigare, och några dagars handelsstopp.

### Avveckling av Vattenfalls ägande och ytterligare nyemissioner
I september 1989 tillkännagavs åter att Dala Djupgas skulle sälja borriggen. 7 september 1989 fick Dala Djupgas ett negativt besked av regeringen på sin ansökan om tre miljoner kronor ur oljeprospekteringsfonden. Projektet ansågs vara av forskningskaraktär snarare än kommersiellt, och kunde därmed inte finansieras av fonden. Detta var det definitiva slutet för statlig delfinansiering av Dala Djupgas.
I februari 1990 tog det Göteborgsbaserade företaget Power House över Vattenfalls aktier. Personerna bakom Power House var finansmannen och fastighetsinvesteraren Sven-Olof Johansson, som vid denna tid också var ägare i Barkman, samt Peter Kolni och Börje Melin. Nils-Erik Sandberg från Anathema uttryckte redan i februari 1990 skepsis mot personerna bakom Power House och hoppade av styrelsen i Dala Djupgas i december 1990, bland annat för att Power House utlovade köp av borriggen aldrig blivit av. I april 1990 beslutades om en nyemission för att kunna finansiera nya borrhål, och i november 1990 om ytterligare en nyemission. Under teckningsperioden i januari-februari 1991 lovade Dala Djupgas borrstart 15 mars 1991 i Stenberg och använde sig av mycket mer offensiva uttryckssätt än tidigare vad gäller förekomsten av gas och olja på mindre djup (5 km till 7 km) än vad som tidigare diskuterats. Nyemissionen drog dock bara in cirka 30 miljoner kronor, jämfört med möjliga 160 miljoner, trots förlängd teckningstid till mars, och såväl störste ägaren Power House som Anathema avstod från att teckna.
Runt årsskiftet 1990/1991 uppgavs borriggen åter ha sålts, denna gång till finansbolaget Luxonen (ägt av Björn Carlson) för 10 miljoner kronor, och med återköpsrätt. I januari 1991 använde Luxonen optionen att köpa konvertibler motsvarande sju procent av Dala Djupgas. Det framkom senare under 1991 att upplägget med Luxonen var mycket dyrt för Dala Djupgas, och kunde innebära en effektiv ränta på cirka 50 procent per år.
Efter den misslyckade nyemissionen i början av 1991 tilltog turbulensen ytterligare i företaget. Under första halvan av 1991 byttes VD Tord Lindbo, styrelseordföranden Ingvar Wivstad och vice ordförande Christer Elander samtliga ut, vilket innebar att det inte längre fanns några personer kvar från tiden med Vattenfall på de ledande positionerna. Ny VD blev Lars Dahlberg, med bakgrund från Saco, och Peter Kolni blev styrelseordförande.
I oktober-november 1991, strax efter borrningen hade inletts i Stenberg, genomfördes ytterligare en nyemission som drog in 88 miljoner kronor av de 112 miljoner kronor som hade uppnåtts vid fullteckning.

### Börsnotering och senare utveckling 1991-1994
I november 1991 beslutade Dala Djupgas att ansöka om att tas upp på Stockholms fondbörs O-lista, som formellt bestod av "onoterade aktier", och 16 december 1991 blev första handelsdag. I början av 1992 hade företaget cirka 11 200 aktieägare.
Under 1992 blev Nordbanken största ägare i Dala Djupgas, via Securum, sitt dotterbolag för osäkra fordringar, efter att ha tagit över aktier från tidigare ägare som hamnat i ekonomiska svårigheter i samband med den pågående finanskrisen. Nordbanken hade inget intresse av att kvarstå som en långsiktig ägare. I början av 1993 genomförde Dala Djupgas åter en nyemission i syfte att få in 20 miljoner kronor för torrläggning av borrhålet i Stenberg och andra efterarbeten. En del av beloppet togs in, men i maj 1993 konstaterades att finansiering saknades för att genomföra ett nytt försök till torrläggning efter att det första försöket misslyckats. 28 maj 1993 placerades aktierna på O-listans observationsavdelning.

### Annan verksamhet än borrhål och omvandling till Dala Hebi
Ännu en nyemission var aktuell i september 1993, som uppgavs syfta till att bredda företagets verksamhet. I november 1993 sålde Securum sitt innehav i Dala Djupgas till Aragon Fondkommission samtidigt som en riktad nyemission genomfördes till Aragon. Vid denna tidpunkt hade Dala Djupgas en ekonomisk situation som gjorde företaget likvidationspliktigt och nyemissionen var en del i rekonstruktionen av företaget.
I december 1993 köpte Dala Djupgas Produktionsbolag AB företaget AB Hebi, som var kopplat till Refaat El-Sayed (som vid tillfället hade näringsförbud till 1 juli 1994) och Hebi Health Care som gått i konkurs 2011. Dala Djupgas bytte i samband med detta namn till Dala Hebi AB. I februari 1994 blev Rolf Hasselström ny VD för Dala Hebi, samtidigt som Lars Dahlberg blev VD för företaget Dala Drill Monitoring Services, ett dotterbolag för den fortsatta verksamheten vid borrhålet i Stenberg.
Dala Hebi avnoterades från Stockholmsbörsen i april 1994, mot företagets vilja, på grund av kopplingen till Refaat El-Sayed.

### Ekonomiskt eftermäle
Verksamheten i Dala Djupgas har i svenska medier senare kommit att framhållas som ett avskräckande exempel på svårigheten för småsparare att tjäna pengar på investeringar i "förhoppningsbolag" i allmänhet och i spekulativa prospekteringsverksamheter i synnerhet.